# كينيرد ر. ماكي
كينيرد ر. ماكي (بالإنجليزية: Kinnaird R. McKee)‏ هو ضابط أمريكي، ولد في 14 أغسطس 1929 في لويفيل في الولايات المتحدة، وتوفي في 30 ديسمبر 2013 في أنابولس في الولايات المتحدة.